# Poa (ort)
Poa är en ort i Burkina Faso.   Den ligger i regionen Centre-Ouest, i den centrala delen av landet, 60 km väster om huvudstaden Ouagadougou. Poa ligger 323 meter över havet och antalet invånare är 7 037.
Terrängen runt Poa är mycket platt. Närmaste större samhälle är Nandiala, 14,8 km nordväst om Poa.
Omgivningarna runt Poa är en mosaik av jordbruksmark och naturlig växtlighet. Runt Poa är det ganska tätbefolkat, med 100 invånare per kvadratkilometer.